# مات كالفرت
مات كالفرت هو لاعب هوكي الجليد كندي، ولد في 24 ديسمبر 1989 في براندون في كندا.

## وصلات خارجية
- مات كالفرت على موقع دوري الهوكي الوطني (الإنجليزية)
- مات كالفرت على موقع EliteProspects.com (الإنجليزية)
- مات كالفرت على موقع HockeyDB.com (الإنجليزية)
- مات كالفرت على موقع Hockey-Reference.com (الإنجليزية)